# Cawoodsvärdet

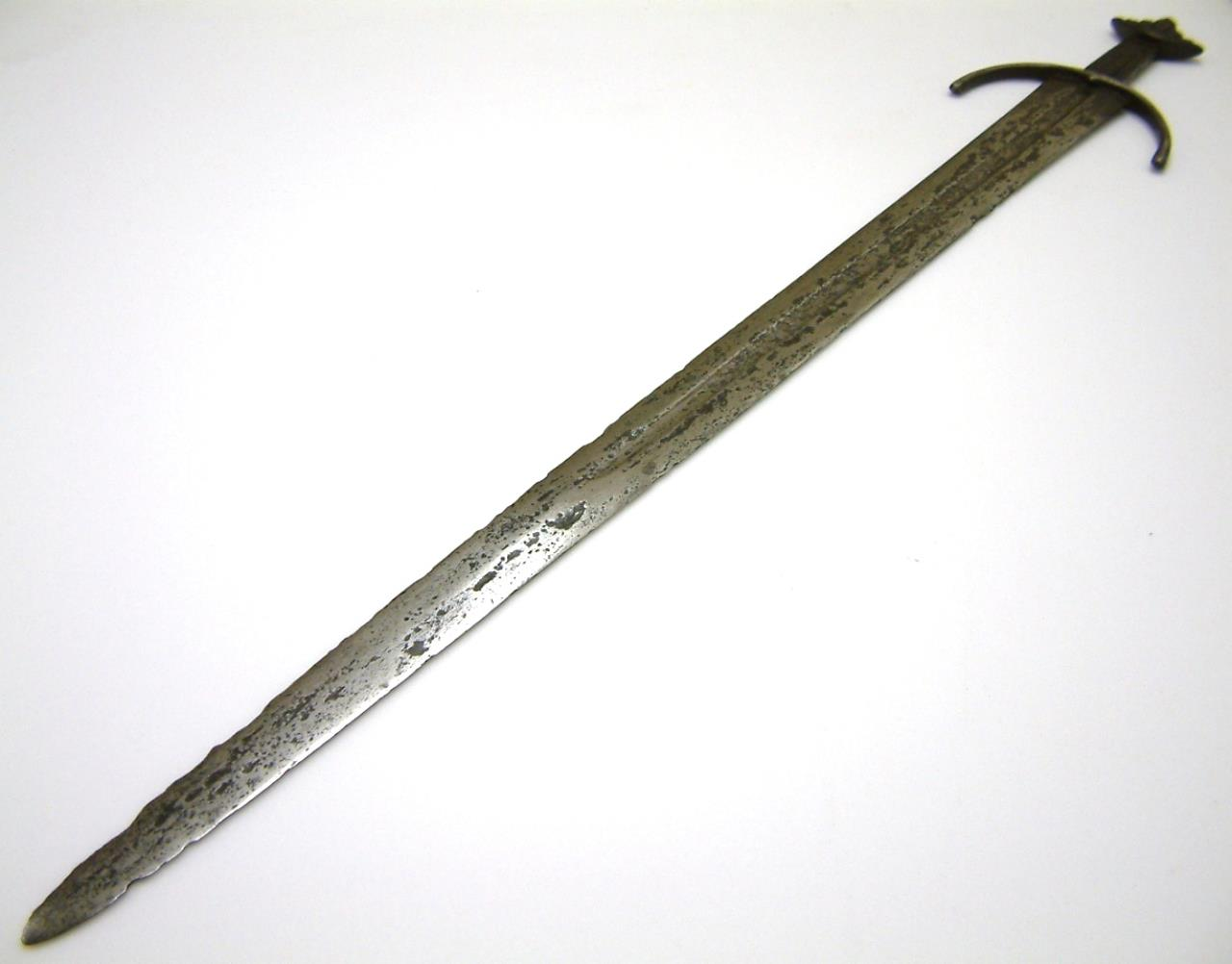
Cawoodsvärdet

Cawoodsvärdet anses som "ett av de finaste vikingasvärd som någonsin hittats". och det bäst bevarade av de fem hittills funna svärden av samma typ.
Det 95 cm långa svärdet, som har daterats till ungefär år 1100 och har ännu ej tydda inskrifter på bladet, hittades i  floden Ouse nära Cawood i North Yorkshire på 1800-talet. Det var utställt på Towern i London fram till 1956 då det såldes till en privat köpare. Det förvärvades av Yorkshire Museum i York i december 2007.